# Klitîțk, Kamin-Kașîrskîi
Klitîțk (în ucraineană Клітицьк) este localitatea de reședință a comunei Klitîțk din raionul Kamin-Kașîrskîi, regiunea Volînia, Ucraina.

## Demografie
Componența lingvistică a localității Klitîțk
     Ucraineană (99,13%)
     Alte limbi (0,87%)
Conform recensământului din 2001, majoritatea populației localității Klitîțk era vorbitoare de ucraineană (99,13%), existând în minoritate și vorbitori de alte limbi.